# Ronald Bruner Jr.
Ronald Bruner Jr. est un batteur, compositeur et producteur américain de jazz, primé aux Grammy Awards. 

## Jeunesse
Bruner joue de la batterie depuis l'âge de deux ans. Sa première influence fut son père, également batteur, Ronald Bruner Sr. : celui-ci a notamment joué et enregistré avec Diana Ross , The Temptations , Randy Crawford et Gladys Knight. Ronald Jr. est aussi le frère aîné du bassiste Thundercat et du claviériste Jameel Bruner, ancien membre des The Internet. 

## Carrière professionnelle
Bruner a commencé sa carrière professionnelle dès ses 15 ans, ce qui lui a permis de se produire avec des artistes tels que Wayne Shorter, Dianne Reeves et Ron Carter. Quelques années plus tard, il est devenu membre régulier du groupe de Kenny Garrett.  Au fil des ans, son style s'est diversifié, notamment en incluant du punk hardcore/crossover thrash avec le groupe Suicidal Tendencies. 
Ses collaborations incluent déjà Wayne Shorter, Kenny Garrett, Stanley Clarke, Roy Hargrove, Suicidal Tendencies, Marcus Miller, George Duke, Tribal Tech, Lee Ritenour, Michael Landau, Kirk Whalum, Robben Ford, Larry Carlton, Patrice Rushen, Ron Carter, Melvin Lee Davis, Clark Terry, Dianne Reeves, Johnny Griffin, Raphaël Saadiq, Bobby Rodriguez, The Heath Brothers,  Horace Tapscott, Tracy Spencer, Black Rice, The Young Jazz Giants, Gerald Albright, J.K. Kleutgens, Mike Phillips, Jonathan Butler, Al Jarreau, Q-Tip des Tribe Called Quest, J*Davey, Rachelle Ferrell, Chaka Khan, Patti LaBelle, Jeffrey Osborne, BeBe Winans, James Ingram, Erykah Badu, Alan Holdsworth, Stevie Wonder, Vanessa Williams, Jennifer Hudson, Doug E. Fresh, Tony Grey, Cheryl Lynn, Ray Parker Jr., Prince, Thundercat, Kendrick Lamar . 
Ronald a publié son premier album solo, Triumph, le 3 mars 2017. 
Il a travaillé avec le bassiste et compositeur Marcus Miller sur la tournée Tutu revisited en 2010, et a joué avec Prince au Dakota Jazz Club de Minneapolis en 2013. 
En 2015, Bruner est apparu sur le premier album solo de Kamasi Washington, The Epic, et a également joué en live avec Lee Ritenour et Dave Grusin (aux côtés de Melvin Davis au Royaume-Uni). [réf. nécessaire]

## Discographie
- Triumph (World Galaxy, 2017)

### Comme sideman
Avec Flying Lotus
- You're Dead! (Warp, 2014)

Avec Kenny Garrett
- Seeds from the Underground (Mack Avenue, 2012)

Avec Kendrick Lamar
- To Pimp a Butterfly (Top Dawg, 2015)

Avec Terrace Martin
- Velvet Portraits (Sounds of Crenshaw, 2016)

Avec Suicidal Tendancies
- 13 (Suicidal, 2013)

Avec Kamasi Washington
- The Epic (Brainfeeder, 2015)
- Harmony of Difference (Young Turks, 2017)
- Heaven and Earth (Young Turks, 2018)